# بلژها

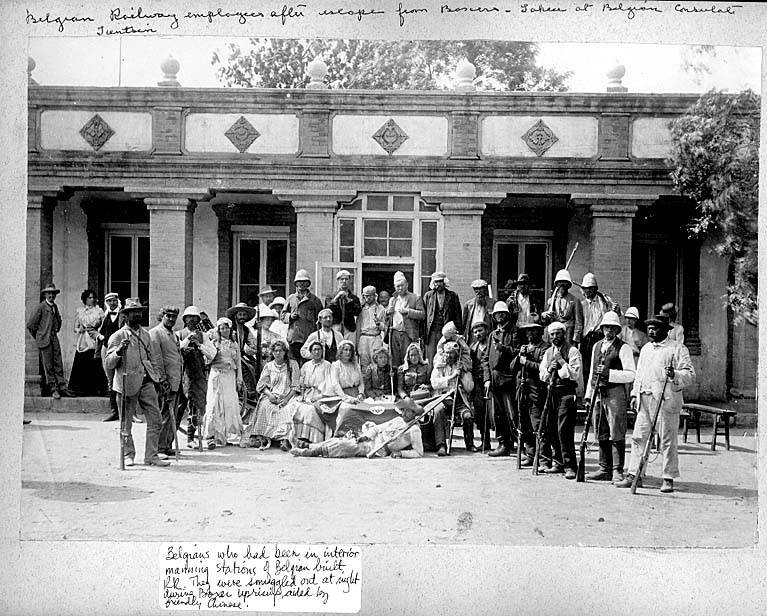
مردمان از نسل بِلژها یا بِلگ‌ها

بِلژها یا بِلگ‌ها مردمانی بودند که در شمال خاوری سرزمین گل، در کرانه باختری رود راین در سدهٔ یکم پیش از زایش مسیح می‌زیستند. همچنین در زمان‌های پس از آن تاریخ در بریتانیا نیز دیده شده‌اند. نام ایشان بر روی کشور کنونی بلژیک زنده مانده‌است.
ژولیوس سزار میان سال‌های ۵۸ تا ۵۱ (پیش از میلاد) که با گل‌ها (فرانسه) و آکیتانی‌ها در نبرد بود، بر بلژها نیز پیروز شد.

## واژه‌شناسی
نام بلژ شاید از ریشه سلتی آغازین باشد، ریشه آن *belo بوده به معنای درخشان که در زبان انگلیسی "bale" و در زبان آنگلوساکسون bael، در لیتوانیایی baltas به معنای سفید یا تابناک شده‌است. این واژه همچنین در زبان‌های اسلاوی به ریخت‌های «belo/bilo/bjelo/...» آمده و معنای سفید یافته‌است و این واژه را می‌توان در نام شهرهایی چون بلگراد یافت. همچنین نام یکی از خدایان گُل بِلِنوس بوده‌است.

## خاستگاه بلژها
تاریخ‌دانان سده‌های نوزدهم و بیستم میان ژرمن یا سلتی بودن بلژها اختلاف نظر داشته‌اند. سزار در نوشته‌هایش می‌گوید، که قبیله‌های باشنده در درازای رود راین ژرمن بوده‌اند. با این همه نام چهره‌ها و جاینام‌های به جا مانده از بلژی‌ها ریشه سلتی دارند. شاید بلژها آمیزه‌ای از ژرمن‌ها و سلت‌ها یا ژرمن‌هایی پیرو سلت‌ها بوده اند، یا شاید در پی کوچ، زبان خویش را از دست داده باشند و رو به سلتی سخن گفتن آورده‌اند. به هر روی نوشته‌های رومیان چندان دقیق نیست و حتی تبار ایشان را نیز به خاستگاهی افسانه‌ای پیوند می‌دهد.
قبیله‌های وابسته به بلژها این‌ها بوده‌اند:رم‌ها، بلوواک‌ها، سوئسیون‌ها، نروی‌ها، آتربات‌ها، آمبیان‌ها، مورین‌ها، مناپی‌ها، کالت‌ها، ولیوکاس‌ها، کندروس‌ها، ابورون‌ها، کروس‌ها، پمان‌ها و ویروماندوها. آمبیوریکس قهرمان بلژها که با سزار جنگید از ابورون‌ها بود.